# Djupviken (Lima socken, Dalarna)
Djupviken är en sjö i Malung-Sälens kommun i Dalarna och ingår i Göta älvs huvudavrinningsområde. Sjön har en area på 0,411 kvadratkilometer och ligger 431,8 meter över havet.

## Delavrinningsområde
Djupviken ingår i det delavrinningsområde (676108-134154) som SMHI kallar för Utloppet av Djupviken. Medelhöjden är 463 meter över havet och ytan är 6,15 kvadratkilometer. Räknas de 5 avrinningsområdena uppströms in blir den ackumulerade arean 170,64 kvadratkilometer. Tåsan (Rövallen) som avvattnar avrinningsområdet har biflödesordning 2, vilket innebär att vattnet flödar genom totalt 2 vattendrag innan det når havet efter 489 kilometer. Avrinningsområdet består mestadels av skog (43 procent) och sankmarker (35 procent). Avrinningsområdet har 0,39 kvadratkilometer vattenytor vilket ger det en sjöprocent på 6,3 procent.